# 援助付き雇用
| 予 防          | 1. 全体的 2. 選択的 3. 指示的                                                                                               |
| 治 療 と リ ハ | 1. 症例特定 2. 早期介入 3. 根拠に基づく治療 4. 再発防止 5. 技能訓練 6. 援助付き雇用 7. 認知の改善 8. 包括的ケアマネジメント |

援助付き雇用（えんじょつきこよう、英: Supported employment）は、職業リハビリテーションの一種。障害者に対して地域社会の中で「本物の仕事」を提供するものであり、無期限で継続的なプログラムである。その特徴として「訓練してから就職」ではなく「就職してから訓練」である点が挙げられる。授産所は隔離された環境であり、これと異なる概念である。
RCTによる各種研究においては、援助付き雇用の一般就労率は、統制群をすべて上回る結果であった。さらに平均給与は、従来就職型プログラムよりも約25%多かった。

## 米国
援助付き雇用は、専門家によって提供された場合でも、参加できているのは精神障害者の2分の1に過ぎず、さらに一般雇用を得ることができたのは、その2分の1に過ぎない。援助付き雇用による平均在職期間は20週-約5ヶ月であり、時間数は平均で週10時間以下のパートタイムで、給与は月間120ドルであった。

## 日本
日本においては、障害者総合支援法5条14項にて「通常の事業所に雇用されることが困難な障害者につき、就労の機会を提供するとともに、生産活動その他の活動の機会の提供を通じて、その知識及び能力の向上のために必要な訓練その他の厚生労働省令で定める便宜を供与することをいう。」と定義されている。
- 就労継続支援事業所（障害者総合支援法の施行前の呼称は作業所）
  - 就労継続支援A型事業所（雇用型） 　- 各都道府県の最低賃金を満たす事業所の直接の雇用契約である
  - 就労継続支援B型事業所（非雇用型） - 事業所の外部委託（フリーランス）としての雇用契約である